# Dolors Bramon
Maria Dolors Bramon Planas (Bañolas, 31 de diciembre de 1943) es una filóloga, historiadora y profesora universitaria española, especialista en el mundo islámico.

## Biografía
En 1965 se casó con Ernest Lluch con quien tuvo tres hijas —Eulàlia, Rosa y Mireia— y a quien acompañó a Valencia en 1970 cuando este se incorporó a la Universitat de València. Allí vivieron una década, hasta 1977.
De 1968 a 1983 fue redactora de la Gran Enciclopedia Catalana. En diciembre de 1977 se licenció por la Universidad de Barcelona donde de 1979 a 1984 fue profesora ayudante y se doctoró en Filología Semítica (1984).
De 1984 a 1986 fue profesora adjunta interina de la Universidad de Zaragoza donde ganó la plaza como titular en 1986. Un año después, en diciembre de 1987, regresó a la Universidad de Barcelona como profesora titular de Estudios árabes e islámicos. En 1998 se doctoró en Historia Medieval.
Especialista en el periodo islámico en la corona de Aragón y, singularmente, en Cataluña, destacan sus trabajos sobre la presencia en estos territorios de las minorías religiosas (mudéjares, judíos), la teología islámica, la mujer en el islam, así como sus estudios filológicos sobre la influencia y presencia de arabismos en las lenguas de la península ibérica.
En 1990 fue nombrada directora del Archivo Histórico de Bañolas cargo que ocupó hasta febrero de 2008. También fue asesora de las Oficinas Lexográficas y Onomásticas del Instituto de Estudios Catalanes desde 2000 y colaboradora en la Sección Filológica del Instituto desde 2002. 
Desde 2004 es profesora de Islam en el Instituto Superior de Ciencias Religiosas en Cataluña.
En la actualidad es miembro emérito del Instituto de Estudios Catalanes, miembro de la Asociación de Escritores en Lengua Catalana (AELC), del Groupe international d'étude et de réflexion sur les femmes en Islam (GIERFI) y del Foro de Investigación sobre el Mundo Árabe y Musulmán (FIMAM), entre otras instituciones. 
Desde 2013 es Profesora Emérita de la Universidad de Barcelona.
Desde 2014 es presidenta de la asociación World University Service of the Mediterranean (WUSMED).

## Premios
- 1981 Premio de Ensayo Joan Fuster por su obra Contra moros i jueus (Contra moros y judíos)[4]
- 1976 Premio Fuster en 1976 como miembro de un colectivo de seis personas que presentaba un conjunto de trabajos. El suyo, sobre la polémica lingüística entonces naciente: Una lengua, dos lenguas, tres lenguas.

## Obra
- Raons d'identitat del País Valencià. Pèls i senyals (1976)
- Egipto (1979) Editorial Castell, Barcelona ISBN 84-74890-21-7
- Contra moros i jueus: Formació i estratègia d'unes discriminacions al País Valencià, (1981)  ISBN 84-7502-052-6 (traducción al español, Contra moros y judíos, Ed. Península, Barcelona (1986). ISBN 84-297-2383-8)
- El mundo en el siglo XII. Estudio de la versión castellana de una geografía universal: El Tratado de al-Zuhrî, Ed. Ausa, Sabadell, 1991. ISBN 84-86329-75-2
- Nous Textos d'historiadors musulmans referents a la Catalunya Medieval (continuació de l'obra de J. Ma Millàs i Vallicrosa), tesis doctoral, publicada con el mismo título por la Universidad de Barcelona en 1999, ISBN 84-475-2162-1
- De quan érem o no musulmans. Textos del 713 al 1010 (2000). ISBN 84-7602-450-9.
- Una introducción al islam: religión, historia y cultura (2002) ISBN 84-8432-000-0
- Mots remots. Setze estudis d'història i de toponímia catalana, CCG edicions, Gerona (con Rosa Lluch Bramon, 2002)
- Ser dona i musulmana. Ed. Cruïlla y Fundación Joan Maragall, Barcelona, (2007) ISBN 84-95483-24-6 (traducido al español: Ser mujer y musulmana. Ed. Bellaterra, Barcelona, 2009).
- En torno al islam y las musulmanas. Ed. Bellaterra, Barcelona (2010).
- Moros, jueus i cristians en terra catalana. Memòria del nostre passat, Pagès editor, Lérida (2013) ISBN 978-84-9975-314-0 (traducido al español: Moros, judíos y cristianos en tierra catalana. Memoria de nuestro pasado Ed. Milenio, Lérida (2013).
- L'islam avui. Alguns aspectes controvertits, Fragmenta Editorial, Barcelona (2016) ISBN 978-84-15518-44-0.[9]
- El islam hoy. Algunos aspectos controvertidos, Fragmenta Editorial, Barcelona (2019) ISBN 978-84-17796-10-5.